# Манастир Аколово
Манастир Аколово је постојао у пољу села Сусек, у општини Беочин, на обронцима Фрушке горе. 
Назив манастира је у уској вези са поседом Акал деспотице Јелене из 1520. године. Најранији сачувани документ у коме се спомиње име манастира је хуџет (судска пресуда) из 1549. године. У турском попису из 1566/1567. године крај села Сусек наводи се рибњак Акалова. Сам манастир се не помиње, што доказује да је неко време био опустео. Наводи се изричито 1578. године, када је султану плаћао 100 акчи пореза. Након 1614. године је напуштен.